# Camponotus afflatus
Camponotus afflatus é uma espécie de inseto do gênero Camponotus, pertencente à família Formicidae.